# Anthelidae
Anthelidae là một họ bướm lappet Úc trong Bộ Lepidoptera.

## Hình ảnh

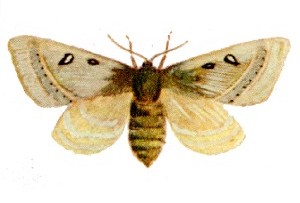
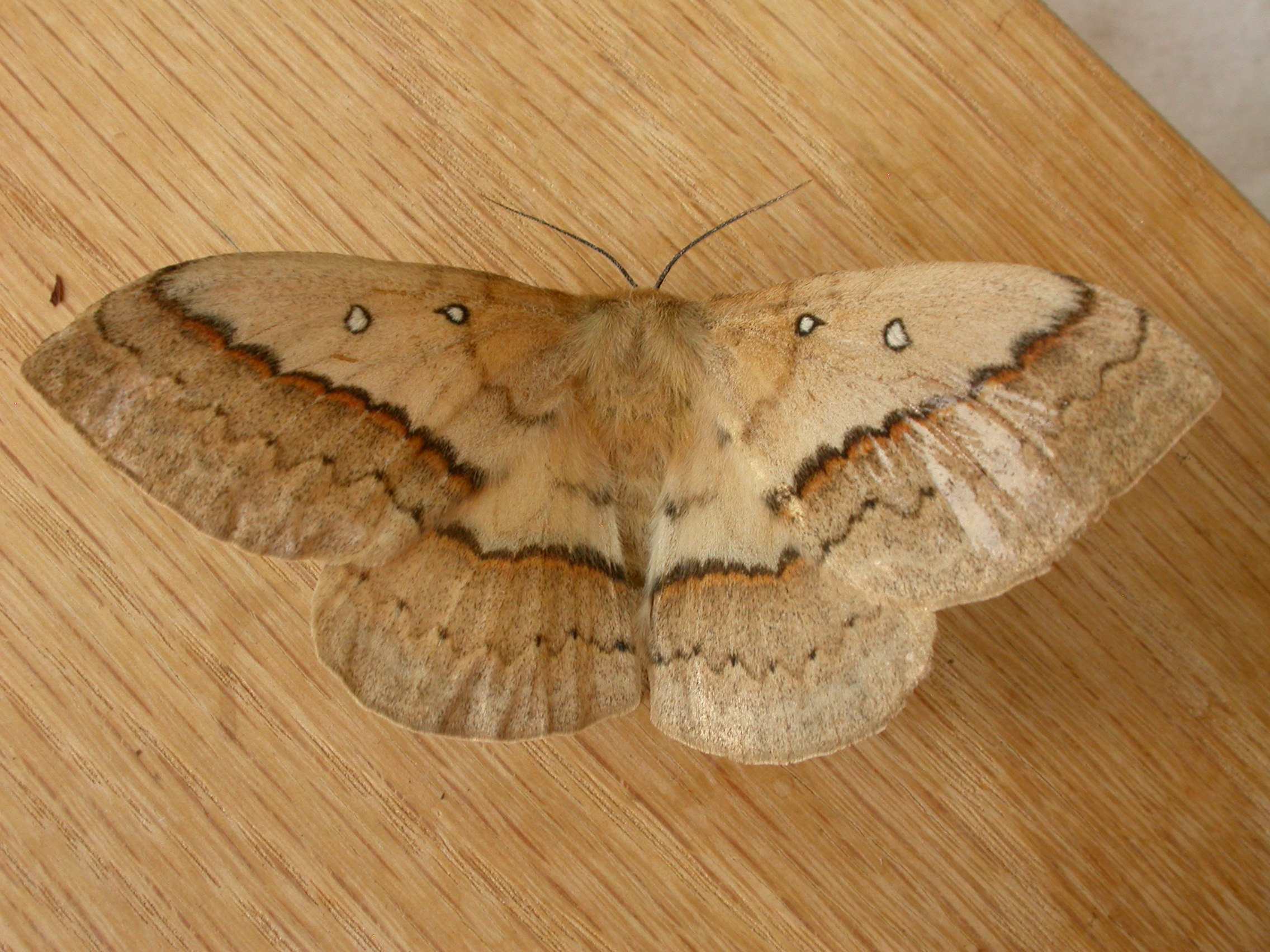
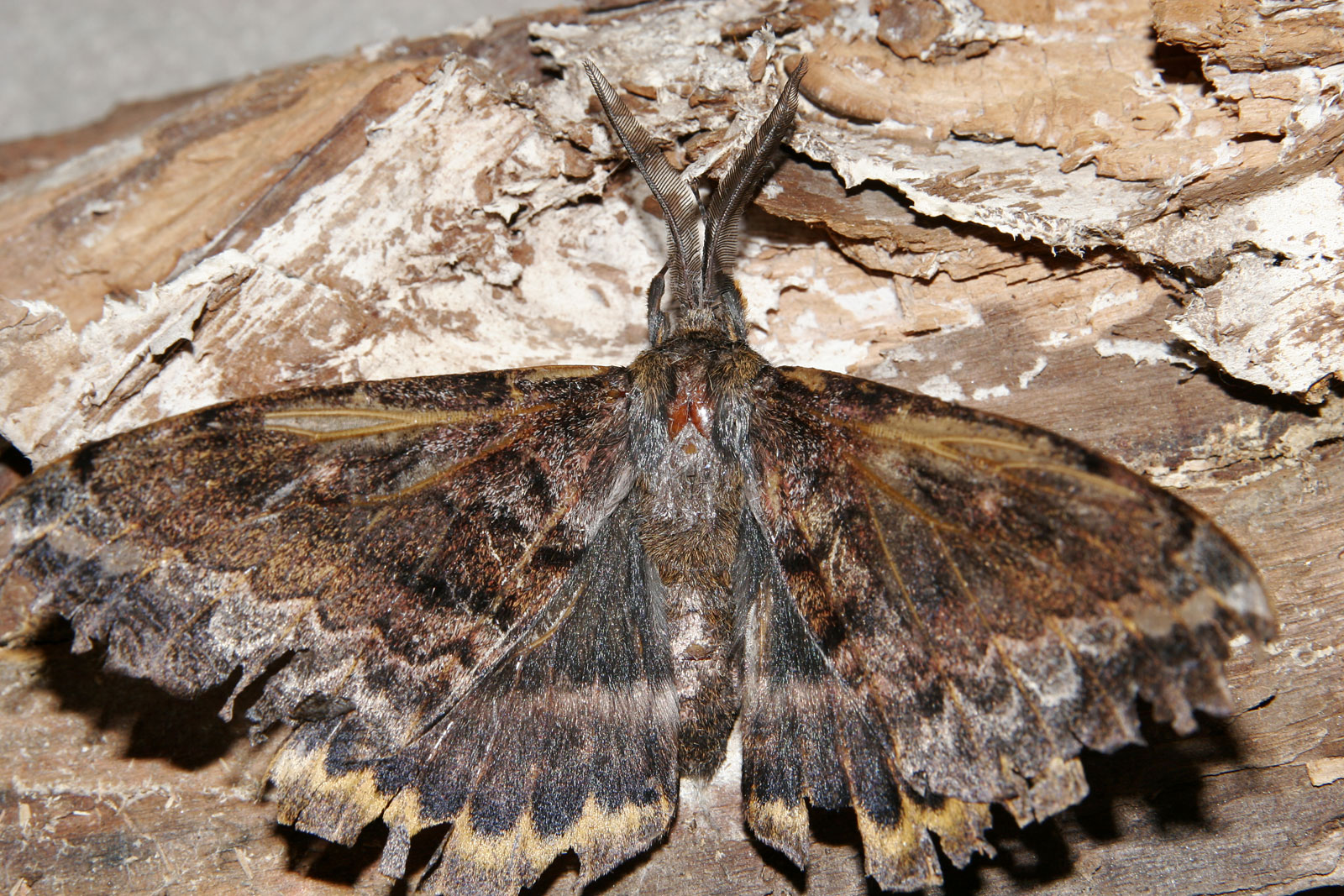

## Phân loại
Phân họ Anthelinae
- Anthela
- Chelepteryx
- Chenuala
- Nataxa
- Omphaliodes
- Pterolocera

Phân họ Munychryiinae
- Munychryia

Chưa xác định
- Corticomis
- Pseudodreata